# Andy van der Meyde
Andy van der Meyde (Arnhem, 30 de septiembre de 1979) es un exfutbolista neerlandés, se desarrollaba como mediocampista. Representó a su país a nivel internacional. Aunque jugó en la élite del fútbol europeo, su carrera no prosperó debido a su adicción a las drogas.

## Trayectoria

### Carrera en Ajax
Van der Meijde comenzó a jugar al fútbol en el club amateur Vitesse 1892 de Arnhem. Fue descubierto por el Ajax y en 1993 se unió a la academia juvenil. Perteneció a la llamada generación de los Golden Boys, el exitoso A1 de 1997/98, del que Van der Meijde fue uno de los pocos que realmente se abrió paso. Debutó con el primer equipo el 12 de noviembre de 1997 en un partido contra el FC Twente. Hizo su debut europeo el 17 de marzo de 1998, jugando para el Spartak de Moscú (derrota por 1-0) en la Copa de la UEFA.

### FC Twente
Debido a que el club de Ámsterdam sintió que Van der Meijde no estaba progresando lo suficiente, fue cedido al FC Twente por una temporada. Debutó con el club el 15 de agosto de 1999. El 24 de agosto de 1999, anotó su primer gol oficial con el Twente en un partido de copa contra el SV Urk que ganó por 9-0. Este fue también su primer gol oficial en el fútbol profesional. Marcó su primer gol en la Eredivisie el 4 de diciembre de 1999 ante el MVV (victoria por 2-0). En la temporada 1999/2000 jugó 32 partidos, anotando un total de dos goles.

### Ajax (segundo periodo)
Bajo el nuevo entrenador del Ajax, Co Adriaanse, Van der Meijde pudo reincorporarse al Ajax 2000 al comienzo de la temporada 2001/1. El 18 de febrero de 2001, anotó su primer gol oficial con el Ajax en el partido de liga contra el Sparta (victoria por 9-0). Esa temporada jugó 27 partidos de liga. Van der Meijde se convirtió en titular en un equipo con jugadores como Zlatan Ibrahimović, Christian Chivu, Maxwell, Rafael van der Vaart, Wesley Sneijder, Nigel de Jong y John Heitinga. Bajo el mando de Ronald Koeman, sucesor de Adriaanse tras su despido en noviembre de 2001, el doblete se ganó en 2002 y el Ajax alcanzó los cuartos de final de la Liga de Campeones en 2003, que perdió ante el AC Milan por un gol en el último minuto. Van der Meijde anotó su único gol europeo con el Ajax en el partido de la Liga de Campeones ante la AS Roma (1-1). Marcó este gol apenas 36 segundos después del saque inicial.

### Internazionale
En el verano de 2003, Van der Meijde fue transferido por el Ajax por siete millones de euros al Inter de Milán, jugando en la Serie A italiana. El 31 de agosto de 2003, hizo su debut en un partido de liga en casa contra el Módena (victoria por 2-0). Marcó su primer gol en la liga el 22 de noviembre de 2003 en casa contra el Reggina. El 17 de septiembre de 2003, Van der Meijde hizo su debut europeo con el Inter de Milán en el partido de la Liga de Campeones contra el Arsenal. También anotó su primer gol europeo con el Inter.
Con el Inter de Milán, Van der Meijde ganó la Copa Italia 2004-05. Sin embargo, nunca estuvo seguro de un lugar base y en última instancia, no lo logró. A pesar de ello, disputó 53 partidos oficiales en dos temporadas.

### Everton
En 2005, Van der Meijde dejó el Inter y se fue al Everton. Hizo su debut el 29 de octubre de 2005 en un partido de liga ante el Birmingham City (victoria por 1-0). En cuatro temporadas en la Premier League, terminó jugando solo 24 partidos, en los que no marcó. Uno de los pocos momentos destacados de Van der Meijde (en el campo de fútbol) fue la asistencia que dio a Dan Gosling en febrero de 2009, quien anotó el gol de la victoria contra su archirrival Liverpool en la cuarta ronda de la FA Cup.
Durante su estancia en Inglaterra, Van der Meijde apareció principalmente en las noticias de forma negativa con informes sobre sanciones disciplinarias y suspensiones, una hospitalización después de una noche de fiesta, acusaciones (justificadas) de alcoholismo y un robo en su casa.
Después de que su contrato expiró en junio de 2009, se quedó sin club. Entrenó con su antiguo club, el Ajax, donde mantuvo su forma física con el equipo juvenil.

### PSV Eindhoven
El 3 de marzo de 2010, Van der Meijde firmó un contrato con el PSV por el resto de la temporada 2009/2010. El PSV incluyó una opción unilateral en este contrato y luego posiblemente lo extendió por dos años. [2] Van der Meijde fue reclutado fuera de la ventana de transferencias, pero esto fue permitido debido a su condición de no club. El entrenador Fred Rutten quería que hiciera frente a la pérdida de Danko Lazović. Se marchó en marzo al Zenit de San Petersburgo, en Rusia. Rutten fue anteriormente entrenador de Van der Meijde en el FC Twente. El 25 de mayo de 2010, el PSV anunció que no haría uso de la opción de dos años en el contrato de van der Meijde. No ha jugado con el primer equipo del PSV en ningún partido oficial.
Debido a que ya no podía encontrar otro club adecuado, decidió retirarse como profesional el 25 de febrero de 2011. Continuó en el fútbol amateur y jugó para WKE y WSV.
En 2015 decidió retomar el fútbol y Van der Meijde comenzó a jugar en el ASV Alexandria procedente del Apeldoorn a partir de la temporada 2015/2016.

## Selección nacional
Después de haber jugado partidos para todos los equipos representativos de la KNVB como jugador juvenil del Ajax, Van der Meijde hizo su debut con la selección neerlandesa el 19 de mayo de 2002 bajo las órdenes del entrenador nacional Dick Advocaat. En la victoria por 2-0 contra Estados Unidos, anotó el segundo gol.
En la Eurocopa 2004, Van der Meijde jugó en cuatro de los cinco partidos. En ese torneo, dio una importante asistencia a Ruud van Nistelrooij en el partido de la fase de grupos contra Alemania, que determinó así el 1-1 final. Después de la Eurocopa, en la que Holanda llegó a las semifinales, Van der Meijde ya no fue convocado. En total jugó diecisiete partidos internacionales.

## Clubes
| Club              | País         | Año       |
| ----------------- | ------------ | --------- |
| AFC Ajax          | Países Bajos | 1997-1999 |
| FC Twente         | Países Bajos | 1999-2000 |
| AFC Ajax          | Países Bajos | 2000-2003 |
| FC Internazionale | Italia       | 2003-2005 |
| Everton FC        | Inglaterra   | 2005-2009 |
| PSV Eindhoven     | Países Bajos | 2010      |

## Palmarés
- Con Ajax Ámsterdam: 
  - 1 Liga neerlandesa (2001-2002)
  - 1 Copa de los Países Bajos (2002)
  - 1 Supercopa de los Países Bajos (2002).

- Con Inter de Milán
  - 1 Copa Italia (2005)

## Vida privada
Después de su carrera profesional, su biografía No Mercy fue publicada en 2012. El libro se convirtió en un éxito de ventas y reveló cómo las adicciones devastaron su carrera como jugador y su vida personal. Después de esto, Van der Meijde se dio a conocer como una personalidad de la televisión a través de apariciones en varios programas de telerrealidad.
En mayo de 2014 se desempeñó como árbitro de la Copa Mundial en Lencería, un torneo de fútbol femenino.
En 2022 publicó su segundo libro, Andy!, donde también narra episodios biográficos.